# جرج تی. کانوی سوم
جرج تی. کانوی سوم (به انگلیسی: George T. Conway III) وکیل آمریکایی و از دانش آموختگان کالج هاروارد و مدرسه حقوق ییل است. او برای تصدی پست سلیستر کل ایالات متحده و دستیاری دادستان کل در دولت دونالد ترامپ در نظر گرفته شده بود. در سال ۲۰۱۸ او به یکی از منتقدین تند و تیز ترامپ تبدیل شد.